# Sirens of the Sea
Sirens of the Sea — дебютный студийный альбом транс-группы OceanLab, релиз которого состоялся 21 июля 2008 года.

## Об альбоме
После последовавшего за выходом нескольких синглов продолжительного молчания OceanLab собрались на острове Ивиса с целью разработки дебютного альбома. К концу 2007 года было закончено двадцать композиций, различающихся между собой звучанием и стилем. Далее было необходимо принять решение о том, какой материал попадёт в альбом.
1 февраля 2008 года был подтверждён релиз безымянного альбома группы. 10 июня на официальном сайте лейбла Anjunabeats появился пресс-релиз подтверждающий выход дебютной пластинки под названием «Sirens of the Sea».

### Обложка
На обложке изображена Джастин. Макияж для съёмки делала Филлис Коэн (Phyllis Cohen), известная мастер по макияжу, работавшая с Дайаной Росс (Diana Ross), Энни Леннокс (Annie Lennox), Тиной Тёрнер (Tina Turner), Шинейд О’Коннор (Sinead O’Connor), Чакой Кан (Chaka Khan).

## Список композиций
1. 03:50 — «Just Listen»
2. 05:56 — «Sirens Of The Sea»
3. 05:12 — «If I Could Fly»
4. 05:14 — «Breaking Ties»
5. 06:43 — «Miracle»
6. 04:33 — «Come Home»
7. 05:57 — «On A Good Day»
8. 06:30 — «Ashes»
9. 04:46 — «I Am What I Am»
10. 05:32 — «Lonely Girl»
11. 05:20 — «Secret»
12. 04:45 — «On The Beach»
13. 06:11 — «Breaking Ties (Flow Mix)»

### Синглы
Первым синглом с альбома стала композиция «Sirens of the Sea» прозвучавшая 14 марта 2008 года в 207-м выпуске Trance Around The World. Официально сингл вышел 7 апреля 2008 года, включая ремиксы от Sonorous, Cosmic Gate, Kyau & Albert. Также в виде .WAV файла распространялся ремикс от Maor Levi.
14 июля состоялся релиз второго сингла «Miracle» с ремиксами от Michael Cassette, Martin Roth и Fletch. В 220-м выпуске Trance Around The World прозвучал клубный микс от Above & Beyond и ремикс Michael Cassette.
| Название          | Дата релиза       | # в каталоге | Трек-лист | Длительность                                                    |
| ----------------- | ----------------- | ------------ | --- | --------------------------------------------------------------- |
| Sirens of the Sea | 21 апреля 2008 г. | ANJ-050      | 1. Above & Beyond Club Mix 2. Cosmic Gate Vocal Mix 3. Sonorous Remix 4. Kyau vs Albert Vocal Mix 5. Cosmic Gate Dub 6. Above & Beyond Club Mix [Radio Edit] 7. Maor Levi Remix                                              | - 07:58 - 09:19 - 07:32 - 07:55 - 07:51 - 03:47 - 09:35         |
| Miracle           | 21 июля 2008 г.   | ANJ-107      | 1. Above & Beyond Club Mix 2. Michael Cassette Remix 3. Martin Roth Vocal Remix 4. Martin Roth Dub 5. Fletch remix 6. Above & Beyond Club Mix [Radio Edit] 7. Album Mix [Radio Edit]                                         | - 08:21 - 08:31 - 08:58 - 07:31 - 08:50 - 03:36 - 04:15         |
| Breaking Ties     | 1 декабря 2008 г. | ANJ-119      | 1. Above & Beyond Analogue Haven Mix 2. Martin Roth Remix 3. Duderstadt Remix 4. Jaytech & James Grant Remix 5. Maor Levi Remix 6. Flow Mix 7. Above & Beyond Analogue Haven Mix Radio Edit                                  | - 08:09 - 08:55 - 07:44 - 07:59 - 08:41 - 06:14 - 04:02         |
| On A Good Day     | 22 марта 2009 г.  | ANJ-124      | 1. Above & Beyond Club Mix 2. Original Extended Mix 3. Daniel Kandi Remix 4. 16 Bit Lolitas Remix 5. 16 Bit Lolitas Downbeat Remix 6. Above & Beyond Radio Edit 7. Above & Beyond Club Mix Radio Edit 8. Jer Martin Deep Mix | - 07:56 - 08:18 - 07:22 - 09:55 - 08:11 - 03:41 - 03:36 - 07:53 |